# Mauro Politi

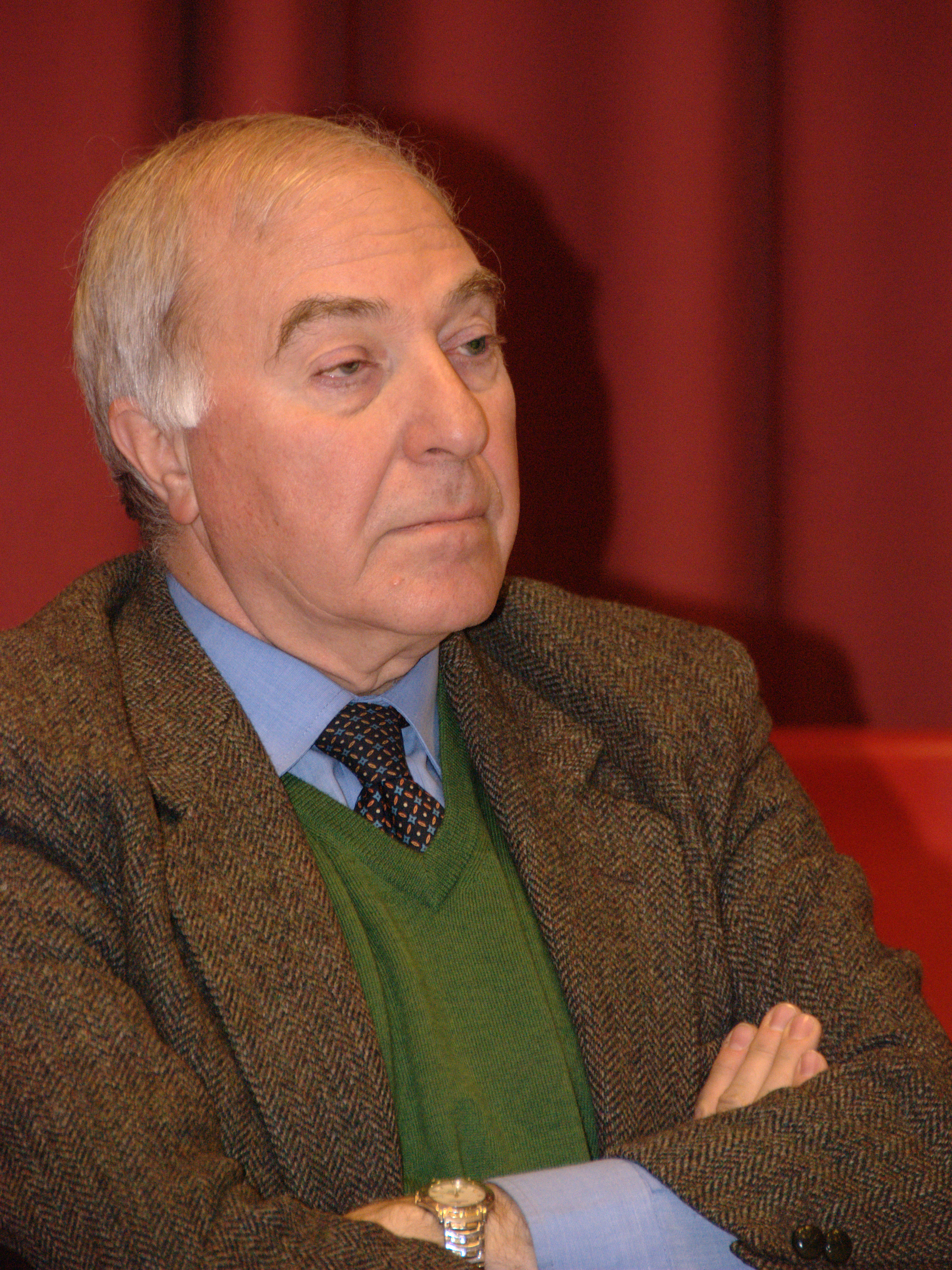
Mauro Politi (2011)

Mauro Politi (ur. 13 września 1944) – włoski prawnik.
Od 1990 prof. prawa międzynarodowego na Uniwersytecie w Tarencie, wcześniej wykładał na uczelniach w Cagliari i Urbino (od 1976). W latach 1969–1983 pracował jako sędzia w Oristano i Mediolanie, był także zastępcą prokuratora w sądzie dla nieletnich w Mediolanie.
1992–2001 był radcą prawnym Stałego Przedstawicielstwa Włoch przy ONZ, brał udział w pracach przygotowawczych Międzynarodowego Trybunału Karnego, był współautorem Statutu MTK, uczestnikiem negocjacji dotyczących jego ratyfikacji, a także członkiem włoskiej delegacji w Komisji Przygotowawczej MTK. W lutym 2003 został wybrany na sędziego Trybunału, na kadencję 6-letnią.
Wcześniej, w czerwcu 2001 wybrano go na sędziego ad litem w Międzynarodowym Trybunale Karnym ds. Zbrodni w Byłej Jugosławii; nie został jednak powołany do pracy w izbach procesowych.
Jest autorem wielu publikacji z prawa międzynarodowego i prawa karnego.